# Radek Balaš
Radoslav „Radek“ Balaš (* 11. prosince 1965 Brno) je český divadelní a filmový režisér, choreograf a dramatický autor. Je znám jako porotce několika ročníků české taneční televizní show StarDance …když hvězdy tančí.

## Život a dílo
Vystudoval hudebně-dramatický obor na Státní konzervatoři Brno a následně v roce 1991 činoherní režii na Divadelní fakultě Janáčkovy akademie múzických umění (JAMU) v Brně. Soukromě studoval také tanec a choreografii v Tanečním studiu Franka Towena a herecké a pohybové techniky na belgické Herman Terlinck School.
Na začátku kariéry se věnoval profesionálně tanci; roku 1985 založil vlastní taneční skupinu Atelier Modern Dance, pro kterou vytvářel také všechny choreografie. V roce 1989 se stal mistrem Československa ve stepu a v roce 1995 byl druhý v evropské stepařské soutěži.
Působil také jako pedagog; na Divadelní fakultě JAMU vyučoval v letech 1991–2002 muzikálovou tvorbu, na DAMU pak v letech 2000–2002 pohybové techniky.
Jako režisér a choreograf se věnuje především muzikálové tvorbě a je také autorem několika muzikálů (Adéla ještě nevečeřela, Mýdlový princ, Kvítek mandragory, Marilyn (Překrásné děcko), Okno mé lásky, Do nebes! a dalších.).
Jako filmový režisér debutoval v roce 2019 celovečerním snímkem Špindl 2.